# 梅岳寺
梅岳寺（ばいがくじ）は、福岡県糟屋郡新宮町立花にある曹洞宗の寺院である。等級は三等法地。山号は立花山。

## 経歴
元中2年（1385年）に創建されたとされる。当初は花谷山神宮寺という名称であった。天正3年（1575年）3月23日に戸次鑑連（後の立花道雪）の継母である養孝院が当寺に埋葬されて以降、立花山養孝院と改称される。このときに開基を戸次鑑連、開山を緒庵禅師とする。また、戸次鑑連自身も当寺に埋葬された。

立花宗茂が柳河藩に転封されると、立花山養孝院も共に柳河に移転し、寛文年間に立花忠茂によって黄檗宗に改宗の上、福厳寺と改称する。なお、万治3年（1660年）の内容とされる柳川藩の史料「忠茂公御代之分限帳」に『高百石　下棚町村　梅岳寺』とあるが、この梅岳寺は後の福厳寺を指す。一方で、鑑連親子の墓は旧所在地に残ったために梅岳寺旧跡を留め置かれた。

### 再興
福岡藩主黒田綱政の正室である心空院は柳川藩主立花忠茂の娘で兄の立花鑑虎の養女として黒田家に嫁いだ人物であったために元禄10年（1697年）に中興という形で柳河藩に移転し黄檗宗に改宗した福厳寺とは別に旧跡に曹洞宗寺院の梅岳寺を再興した。
加賀国の大乗寺の卍字禅師を講じて、中興開山として、立花山梅岳寺と命名し、現在に至る。寺には心空院の位牌が安置される。また、寺産として黒田家より25石、立花家から30石寄進される。